# تقرير للكونغرس حول الوضع في العراق

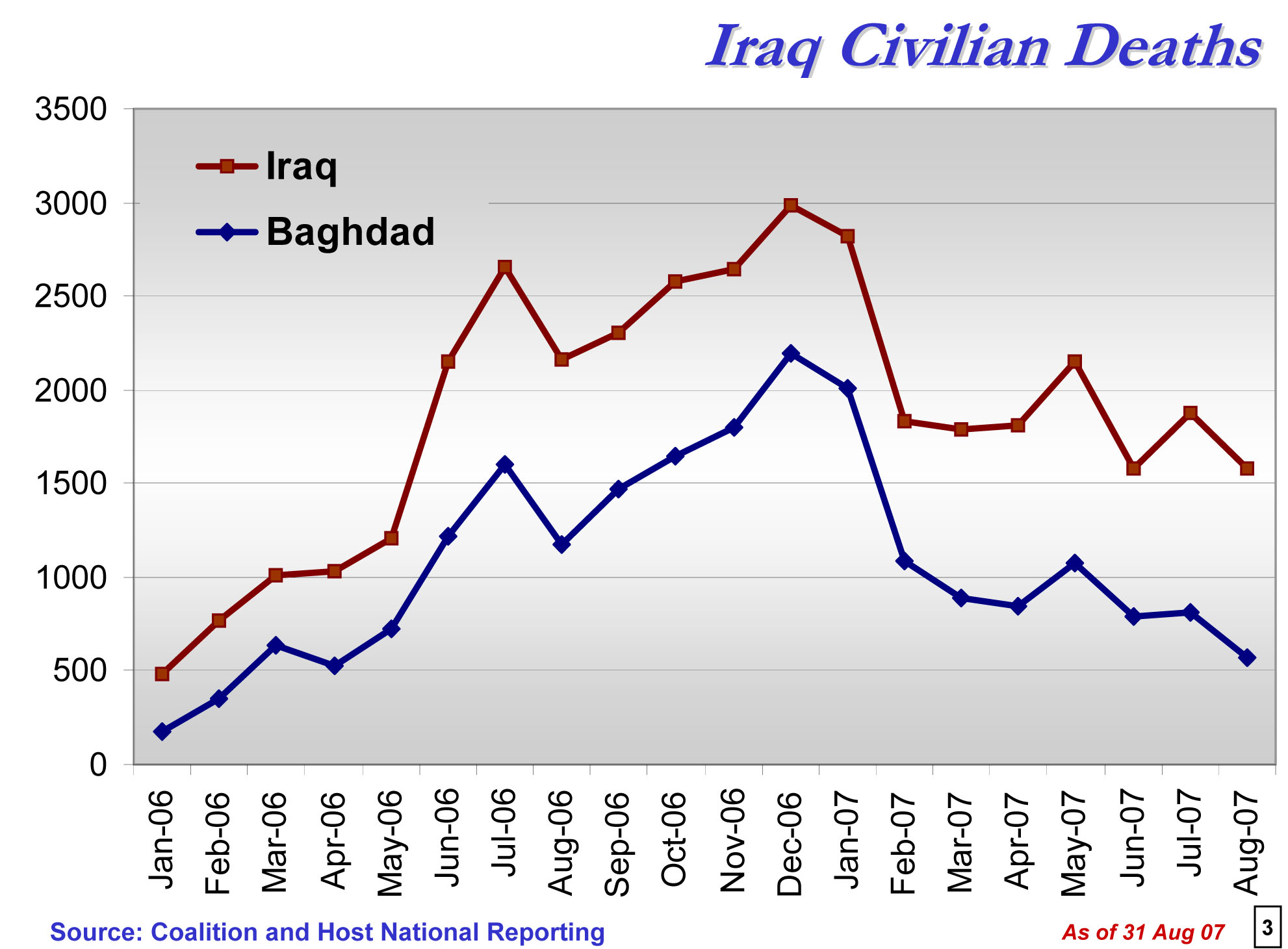
الانخفاض في عدد القتلى المدنيين منذ بدء الزيادة جاء في التقرير المأخوذ من موقع وزارة الدفاع الأمريكية.

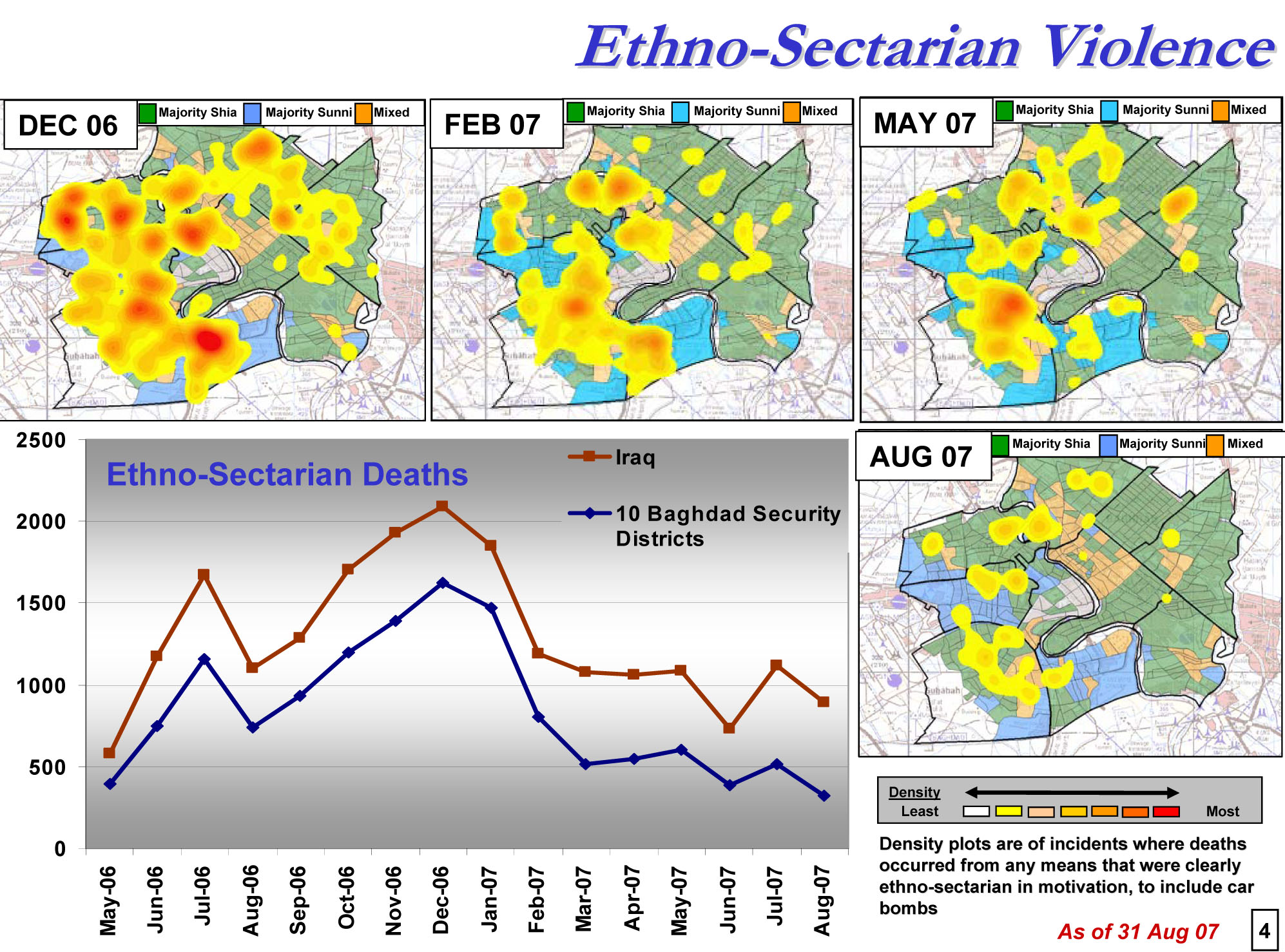
تراجع العنف الطائفي في بغداد كما ورد في التقرير المأخوذ من موقع وزارة الدفاع الأمريكية.

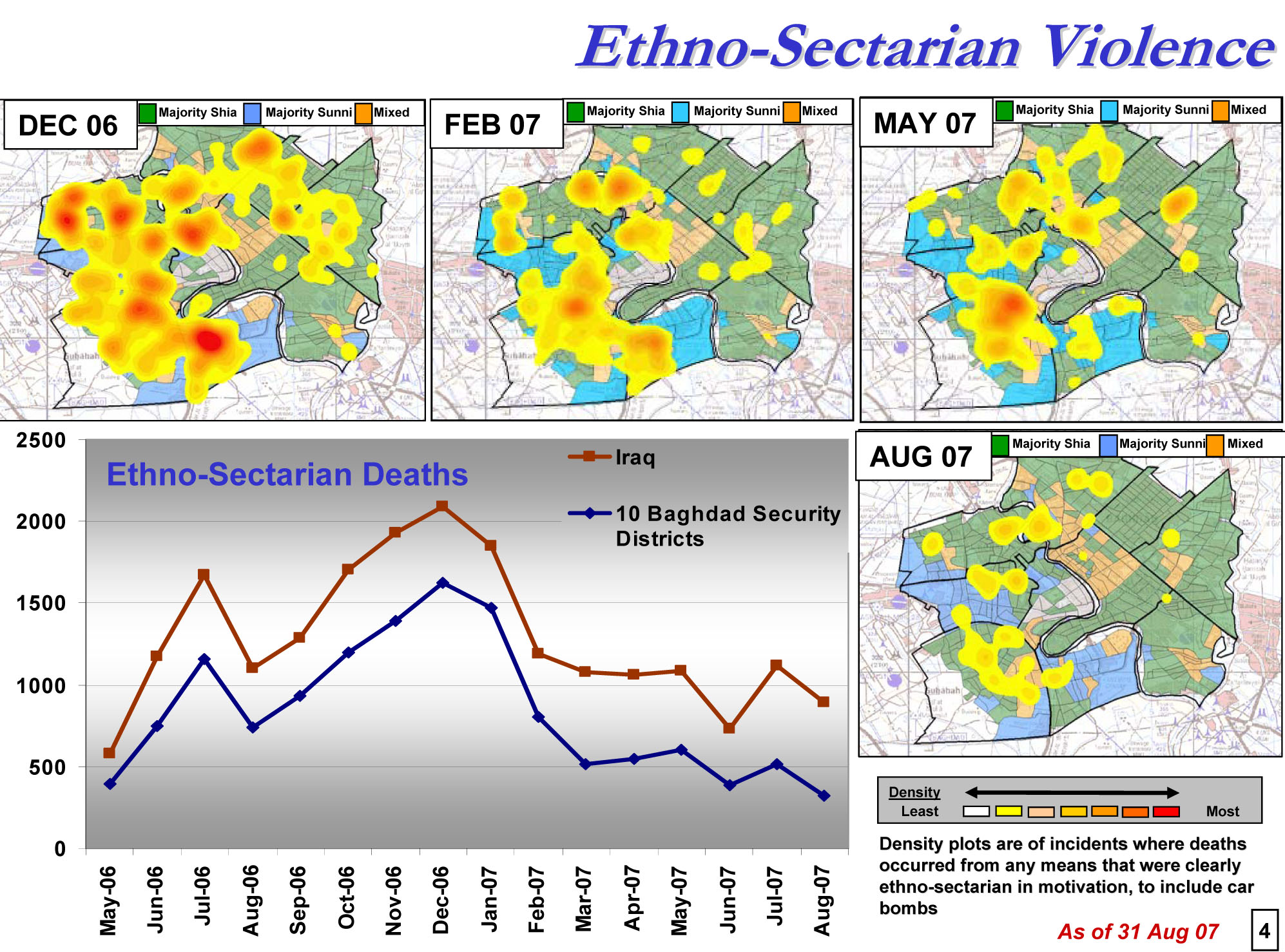
تراجع العنف الطائفي في بغداد كما ورد في التقرير المأخوذ من موقع وزارة الدفاع الأمريكية.

كان التقرير المقدم إلى الكونغرس حول الوضع في العراق (يشار إليه أحيانًا بتقرير بتريوس) عبارة عن تقرير من جزأين صدر في 10سبتمبر2007 من قبل الجنرال ديفيد بترايوس وسفير الولايات المتحدة في العراق ريان كروكر بتاريخ 10سبتمبر2007.التقدم الذي أحرزته الحكومة العراقية في حرب العراق الجارية.

## تقرير الشهادات

### شهادة بترايوس
وخلص بتريوس إلى أن «الأهداف العسكرية لزيادة القوات يتم تحقيقها إلى حد كبير».وأشار إلى ما أسماه بالانخفاضات المستمرة الأخيرة في الحوادث الأمنية.وأرجع هذه الانخفاضات جزئياً إلى الضربات الأخيرة التي تعرضت لها القاعدة أثناء زيادة القوات.وأضاف: «لقد عطلنا أيضًا المتطرفين من الميليشيات الشيعية، واعتقلنا رأس والعديد من قادة الجماعات الخاصة المدعومة من إيران، إلى جانب عنصر بارز في حزب الله اللبناني يدعم أنشطة إيران في العراق».وجادل بأن عمليات التحالف والعراق قد قللت بشكل كبير من العنف العرقي والطائفي في البلاد، على الرغم من أنه ذكر أن المكاسب لم تكن متكافئة تمامًا.على هذا النحو، أوصى بسحب تدريجي للقوات الأمريكية في العراق، بهدف الوصول إلى مستويات القوات قبل زيادة القوات بحلول يوليو2008.سيستمر تخفيض القوات بعد هذه النقطة كما يقتضي الموقف.على الرغم من المزاعم بأن تقرير بترايوس سيُكتب من قبل البيت الأبيض، أصر بتريوس على أنه كتب هذه الشهادة بنفسه، دون أن يكون قد «تمت تبرئته أو مشاركته مع أي شخص في البنتاغون أو البيت الأبيض أو الكونغرس» 

### شهادة كروكر
على الرغم من اعتراف كروكر بالتقدم السياسي البطيء في العديد من المجالات، وعدم إحراز تقدم في العديد من التشريعات المهمة، إلا أنه جادل بأنه «يمكن تحقيق عراق ديمقراطي آمن ومستقر يعيش في سلام مع جيرانه».على الرغم من أن إطار العمل الوطني لم يتم تنفيذه من الناحية التشريعية في القضايا الرئيسية مثل توزيع النفط، إلا أنه لاحظ أنه «حتى في حالة عدم وجود تشريعات، هناك إجراءات عملية حيث تشارك الحكومة المركزية عائدات النفط من خلال مخصصات الميزانية على أساس عادل مع المحافظات العراقية» وأشار إلى أن مكاسب المحافظات كانت أكثر وضوحا، موضحا أن «هناك أدلة كثيرة على أن المكاسب الأمنية فتحت الباب لسياسة هادفة».

## إجابة

### رد الكونجرس الأمريكي
انتقد العديد من الديمقراطيين في الكونجرس التقرير بشدة قبل صدوره.صرح النائب الديمقراطي رام إيمانويل من إلينوي قائلاً: «لسنا بحاجة لتقرير يفوز بجائزة نوبل للإحصاءات الإبداعية أو بوليتسر للخيال». بعد شهادة بتريوس، جادل زعيم الأغلبية الديمقراطية في مجلس الشيوخ هاري ريد من نيفادا بأن«خطة الجنرال هي مجرد نفس الشيء» و «لا نحتاج إلى انسحاب أو تغيير في المهمة».وقال أيضا إن الديمقراطيين في الكونجرس يخططون «لتغيير مسار الحرب».واتهم النائب الديمقراطي روبرت ويكسلر من فلوريدا بترايوس بـ «إحصائيات قطف الكرز» و«نشر المعلومات». اعتبر بعض أعضاء لجنتي الشؤون الخارجية والخدمات المسلحة في مجلس النواب الشهادة بمثابة حيلة دعائية؛ وصرح النائب آيكي سكيلتون أن «القادة العراقيين لم يحرزوا أي تقدم».
وصف رئيس لجنة الشؤون الخارجية بمجلس النواب توم لانتوس من كاليفورنيا الجنرال والسفير بأنه «اثنان من أكثر الموظفين العموميين كفاءة في بلادنا» وقال إن الديمقراطيين يشعرون «بالتقدير لمهنيتهم». كما قال: «لم يعد بإمكاننا أن نأخذ تأكيداتهم بشأن العراق في ظاهرها»؛ وختم بالقول «نحتاج للخروج من العراق من اجل ذلك البلد ومصلحتنا على حد سواء». ووصف المرشح الجمهوري للرئاسة دنكان هنتر التقرير بأنه «تقييم صريح ومستقل بنزاهة». وصرح السناتور الجمهوري جون كيل عن ولاية أريزونا «أني أثني على الجنرال بترايوس لتقييمه الصريح والصريح للوضع في العراق». وانتقد السناتور الجمهوري المناهض للحرب تشاك هاجل من نبراسكا التقرير مشيدا بترايوس قائلا «هذا ليس خطأك يا جنرال...إنه ليس خطأ السفير كروكر.إنه خطأ هذه الإدارة».

### رد الحكومة الفيدرالية الأمريكية
قبلت إدارة بوش توصيات بترايوس بنشر القوات.كما ذكرت أن «الحكومة العراقية لم تف بعد بالمعايير التشريعية الخاصة بها» (الرسملة الأصلية). تم إعداد ثلاثة تقارير حكومية أخرى تقيس التقدم المحرز في العراق قبل شهادة بترايوس. ذكر تقرير لمكتب المحاسبة الحكومي أن الحكومة العراقية لم تفِ بـ 11 من التدابير المرجعية الـ 18حتى 30أغسطس/ آب2007. في 14أيلول (سبتمبر)، أفاد استطلاع أجراه البيت الأبيض عن إحراز تقدم «مرضٍ» في 9 من أصل18معيارًا. ليونيل بينر نسخة محفوظة 2008-02-21 على موقع واي باك مشين. ...من مجلس العلاقات الخارجية غير الحزبي وصف المعايير بأنها «غامضة لأن مقاييس قياسها غير دقيقة». ذكرت صحيفة نيويورك تايمز في 13 مايو أنه «لا يبدو أن أحداً في واشنطن يوافق على ما يعنيه التقدم في الواقع - أو كيف يمكن قياسه بدقة.» 
صرح بترايوس أن توصياته لا تعتمد على قدرة الحكومة العراقية على تلبية المعايير. ألقى الرئيس بوش خطابًا متلفزًا في 13 سبتمبر ناقش فيه التوصيات. وانتقدت FactCheck.org غير الحزبية بعض تعليقاته قائلة إن الرئيس «تلاعب بالحقائق».

### رد الحكومة العراقية
في 16فبراير/شباط2008، قال وزير الدفاع العراقي عبد القادر جاسم محمد للصحفيين إن زيادة القوات «تعمل بشكل جيد للغاية» وأن العراق لديه حاجة «ملحة» لبقاء القوات لتأمين الحدود العراقية. وذكر أن «نتائج عام2007 تثبت أن-بغداد جيدة الآن».

### استجابة الطرف الثالث
نشرت مجموعة MoveOn.org المناهضة للحرب الليبرالية إعلانًا على صفحة كاملة في صحيفة نيويورك تايمز في 10سبتمبر2007 متهمًا بترايوس بـ «طهي الكتب للبيت الأبيض».كما وصفه الإعلان بأنه «جنرال يخوننا». في 20سبتمبر، وافق مجلس الشيوخ على تعديل من قبل الجمهوري جون كورنين من تكساس يدين الإعلان.صوت جميع أعضاء مجلس الشيوخ الـ49الجمهوريين و 22من أعضاء مجلس الشيوخ الديمقراطيين لصالح الدعم. أقر مجلس النواب تعديلاً ينتقد الإعلان «بأقوى العبارات» بأغلبية 341 مقابل 79 صوتًا في 26 سبتمبر.
صرح برنارد جويرتزمان،المحرر الاستشاري لمجلس العلاقات الخارجية، أنه خلال شهادته، لم يستطع السفير كروكر حقًا أن يعلق الأمل في أي اختراق فوري على جبهة المصالحة.كنت أعتقد أنه في وزارة الخارجية - كئيب بقدر ما يمكن أن تكون «.صرح رئيس المجلس ريتشارد ن.هاس أن» كروكر لم يكن يطرح احتمالات عالية للمصالحة.كان يقول بشكل أساسي أن المعايير لم يتم الوفاء بها ومن غير المحتمل أن يتم الوفاء بها.هذا جزء لا يتجزأ من قصة أكبر."  زميل تشارلز كوبشان نسخة محفوظة 2007-10-24 على موقع واي باك مشين. جادل بأن "القضية المركزية هي ما إذا كانت زيادة القوات تظهر دلائل على توفير الأمن الكافي في بغداد وأماكن أخرى لتعزيز الاستقرار السياسي والمصالحة الطائفية ومؤسسات الدولة العاملة.الجواب لا لبس فيه «لا».جادل زميل  نسخة محفوظة 27 يناير 2011 على موقع واي باك مشين. ستيفن بيدل بأن «شهادة يوم الاثنين أسفرت عن صورة مختلطة».
كتب توماس إنجلهاردت في صحيفة الليبرالية اليسارية The Nation أن «الأرقام في العراق هي مسألة زلقة في أحسن الأحوال، ولكن مرة أخرى، لماذا يولي أي شخص اهتمامًا جادًا بالأعداد العسكرية الأمريكية من ذلك البلد هو لغز.في مناسبات لا حصر لها في الماضي، كانت هذه حالات سخيفة من الكوارث.»  ذكرت صحيفة واشنطن بوست في 25 سبتمبر أن «التناقضات الظاهرة يسهل العثور عليها نسبيًا في فيضان المخططات الشريطية وخطوط الاتجاه التي ينتجها الجيش.تختلف أعداد الضحايا المدنيين في التقرير الفصلي الأخير للبنتاغون عن العراق الأسبوع الماضي، بشكل كبير عن تلك التي قدمها القائد الأعلى في العراق، الجنرال.ديفيد بتريوس، في شهادته الأخيرة أمام الكونغرس».ونقلت القصة عن متحدث باسم القوة متعددة الجنسيات في العراق قوله إن «هناك جهدًا حاليًا لتوحيد قواعد بيانات متعددة في مسرح العمليات».
تم نشر ثلاثة تقارير أخرى عن الوضع الحالي في العراق - دراسة مكتب المحاسبة العامة، وتقدير الاستخبارات الوطنية،وتقييم اللجنة المستقلة للجنرال المتقاعد جيمس إل جونز - للكونغرس في نفس الوقت تقريبًا مع تقرير بترايوس.قامت USA Today بمقارنة نتائج التقارير الأربعة. نيويورك تايمز فعلت ذلك أيضا.
في كانون الأول (ديسمبر) 2007، ذكرت صحيفة "Fact Checker" الصادرة عن صحيفة واشنطن بوست أنه "في حين أن بعض إحصائيات بترايوس مفتوحة للطعن، فإن مزاعمه حول الانخفاض العام في العنف قد تم تأكيدها خلال الأشهر اللاحقة.يبدو الآن كما لو أن بترايوس كان محقًا بشكل عام في هذه القضية على الأقل. ذكر مايكل إي أوهانلون وجيسون هـ.كامبل من معهد بروكينغز غير الحزبي في يناير2008 أن البيئة الأمنية العراقية قد وصلت إلى أفضل مستوياتها منذ أوائل عام2004 ونسبوا الفضل إلى إستراتيجية بترايوس للتحسين. واعتبروا اقتصاد العراق ونظامه السياسي "أفضل بشكل هامشي فقط مما كان عليه قبل عام". صرح أوهانلون في ذلك الشهر أن "بشكل عام، النظام السياسي العراقي ربما يستحق درجة C تقريبًا لأدائه خلال الأشهر الـ 12 الماضية."  كما ذكر أن "وتيرة التقدم تتحسن أخيرًا". ذكرتيو إس نيوز آند وورد ريبورت أن العراق شهد "انخفاضًا حادًا في أعمال العنف وعلامات أخرى للتقدم في الأشهر الأخيرة" وذكر أيضًا أن "الانقسامات السياسية في العراق لا تزال عميقة، وإذا لم يتم جسرها قريبًا، فمن الممكن أن تكون الحرب الأهلية جيدة.تندلع مرة أخرى ".

### الرأي العام

#### الرأي العام في الولايات المتحدة
وذكرت صحيفة وول ستريت جورنال أن التقرير قلل من استياء الرأي العام من الحرب في العراق، لكن التغييرات كانت «متواضعة». وفي المقابل، صرحت «يو إس إيه توداي» أن «المواقف تجاه الحرب قد توطدت». أفاد استطلاع أجرته شبكة فوكس نيوز في الفترة من 11 إلى 12 سبتمبر أن 49٪ من الأمريكيين يعتقدون أن «الزيادة الأخيرة في القوات الأمريكية أدت إلى تحسينات كبيرة في الوضع في العراق،[أو] تحسينات طفيفة» بينما لم يوافق 48٪ وشعر 3٪ بعدم اليقين..كما وجدت أن 35٪ اعتبروا تقرير بترايوس «صادقًا وموضوعيًا»، و 40٪ اعتبروه «منحرفًا»، و 25٪ شعروا بعدم اليقين.كان الاستطلاع بهامش خطأ 3٪.
أظهر استطلاع أجرته شبكة CNN في أوائل سبتمبر أن 53٪ لا يعتقدون أن تقرير الجنرال سيكون «مستقلاً وموضوعياً».أظهر استطلاع أجرته يو إس إيه توداي في آب (أغسطس) نفس الشيء. وجد استطلاع أجراه مركز بيو للأبحاث في منتصف سبتمبر أن 57٪ من كل من سمع بتقريره يؤيد توصياته.كما ذكر الاستطلاع أن 32٪ من الأمريكيين لم يسمعوا بالتقرير وأن خطاب الرئيس وتقرير بتريوس بشكل عام لم يغيروا الآراء بشأن زيادة القوات. وجد استطلاع آخر لمركز بيو للأبحاث أن 18٪ من الأمريكيين يريدون إزالة جميع القوات على الفور، و 18٪ يؤيدون انسحابًا تدريجيًا خلال العامين المقبلين، و 39٪ يؤيدون بقاء القوات، ويشعر 7٪ بعدم اليقين. سأل استطلاع أجرته شبكة إيه بي سي نيوز في أواخر أيلول (سبتمبر) عن توصيات بترايوس دون ذكره بالاسم.وأفاد الاستطلاع أن 43٪ من الأمريكيين يعتقدون أنه يجب تخفيض عدد القوات «بسرعة أكبر»، و 12٪ «أبطأ»، و 38٪ يوافقون على التوصيات.
وجد استطلاع للرأي أجرته مؤسسة غالوب في أوائل فبراير2008 أن 60٪من الأمريكيين يعتقدون أن قرار غزو العراق كان خطأ. كما وجد الاستطلاع أن 43٪يعتقدون أن زيادة القوات «تجعل الوضع هناك أفضل».

#### الرأي العام العراقي
ذكرت صحيفة نيويورك تايمز أن العراقيين نظروا إلى التقرير بشكل متناقض، لكن معظمهم اعتقدوا أنه يصور بدقة الوضع على الأرض. أفاد استطلاع لبي بي سي نيوز نُشر في يوم شهادة بتريوس أن 70٪من العراقيين يعتقدون أن زيادة القوات أدت إلى تدهور الأوضاع في البلاد. كما أفادت أن أكثر من 90٪من السنة العراقيين يعتبرون الهجمات على القوات الأمريكية مقبولة بينما يرى 50٪من الشيعة العراقيين ذلك. وجد استطلاع آخر لهيئة الإذاعة البريطانية (بي بي سي) أن 35٪فقط من العراقيين يؤيدون انسحاباً فورياً لقوات التحالف.يعتقد الباقون أن القوات يجب أن تبقى حتى تحقق أهدافها فيما يتعلق بالوضع الأمني أو أهدافها في تعزيز حكومة العراق.

## روابط خارجية
- الشرائح المصاحبة لتقرير بترايوس
- النص الكامل لتقرير كروكر